# Comtat d'Urgell
El Comtat d'Urgell va ser una divisió territorial i administrativa de la Catalunya Vella en forma de comtat des del 785 i fins al 1413 en integrar-se definitivament dins la Corona d'Aragó. El comtat va ser creat pels reis francs probablement basant-se en una delimitació anterior i s'integrà dins la marca de Tolosa, en incorporar-se l'Alt Urgell a l'Imperi Carolingi durant el 785 i fins al 790.
Originàriament reduït a la comarca de l'Alt Urgell o l'Urgellet, així anomenat des de la fi del segle xii, incloïa segons l'acta de consagració de la Catedral d'Urgell (la Seu d'Urgell) del 839, els 129 pobles corresponents al comtat que hi són enumerats: les valls de la Valira (Andorra i Sant Joan), la ribera del Segre i les valls afluents compreses entre el Pont de Bar i Oliana.
L'any 1130 s'aconsegueix conquerir i assegurar definitivament la ciutat de Balaguer mitjançant la conquesta de Balaguer. Llavors el 1130 la cort comtal s'estableix al Castell de Balaguer per a poder efectuar la conquesta de Lleida; tanmateix, tot i que la capital comtal s'estableix a Balaguer, la ciutat d'Urgell continua essent la capital comercial (primera fira de Catalunya), real i efectiva del Comtat d'Urgell.
Tenia com a cap la ciutat d'Urgell, anomenada comunament "la Seu d'Urgell pel domini i grans preeminències de la seva Santa Església", segons Juan Antonio de Estrada. Més tard Balaguer fou la residència dels comtes, fet que li atorgà una categoria equiparable a capital del Comtat, malgrat que el creixent poder dels barons comportà l'aparició d'una sèrie de capitals regionals com Agramunt, Castelló de Farfanya, Ponts i Linyola.
El Comtat d'Urgell va ser el més destacat dels comtats catalans després del Comtat de Barcelona, amb política exterior estesa per Castella i per Occitània. I segons Salazar de Mendoza:
| « | Aquest Estat d'Urgell és de tanta qualitat al Principat de Catalunya, i els que l'han posseït han estat grans Senyors | » |

El seu escut consisteix en un escacat d'or i de sable.

## Història

### Orígens
Els orígens del Comtat d'Urgell es troben en la conquesta pels francs als àrabs del territori corresponent, més o menys, a l'actual Alt Urgell. Aquesta conquesta s'esdevingué entre els anys 785 i 790. El Comtat d'Urgell era un dels comtats fronterers que conformaven l'anomenada Marca hispànica; en concret, estava inclòs dins de la Marca de Tolosa.

### Domini franc

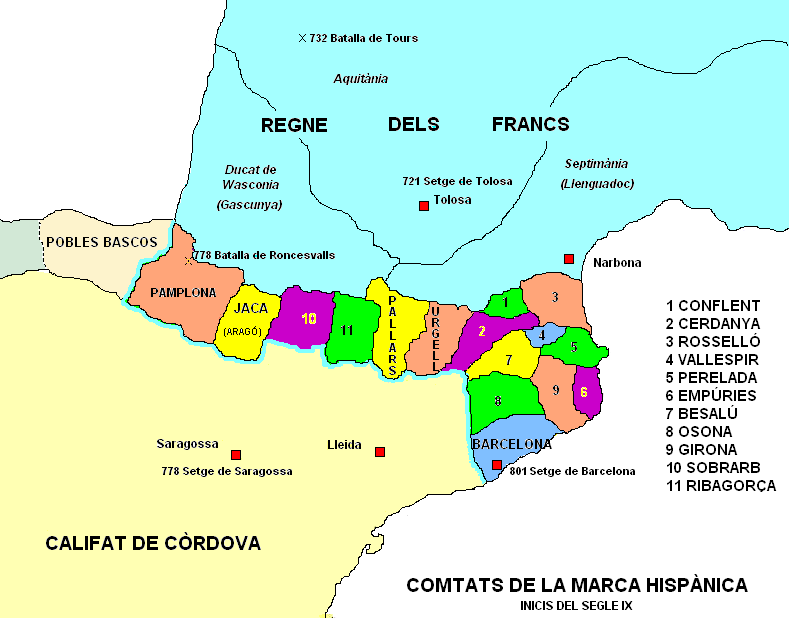
Els comtats del sud del Pirineu al

Els francs nomenaren comte d'Urgell Borrell I d'Urgell (798), que també era comte de Cerdanya. El 820, Borrell fou destituït, i el Comtat d'Urgell passà al comte d'Aragó Asnar I Galí, a la mort del qual (832), el comtat passà al seu fill Galí I Asnar, que en conservà el domini fins que en fou expulsat el 838. Aleshores, el Comtat d'Urgell passà a ser governat per Sunifred I d'Urgell-Cerdanya, qui n'havia estat investit comte el 834 per Lluís el Pietós a petició del comte Berenguer de Tolosa. Segons Ramon d'Abadal, Sunifred era fill de Bel·ló de Carcassona, comte de Carcassona en temps de Carlemany. Després de l'assassinat de Sunifred I (848) per part de Guillem de Septimània, fill de Bernat I de Septimània, el Comtat d'Urgell va estar governat pel comte Salomó I d'Urgell (848-870), un personatge que ens resulta desconegut per la manca de documentació que en parli. L'any 870, Carles el Calb concedí el Comtat d'Urgell, juntament amb el Comtat de Cerdanya a Guifré I (dit Guifré el Pilós). Avui dia es creu que Guifré el Pilós deuria ser fill de Sunifred d'Urgell-Cerdanya i, doncs, net de Bel·ló de Carcassona.

### Independència feudal

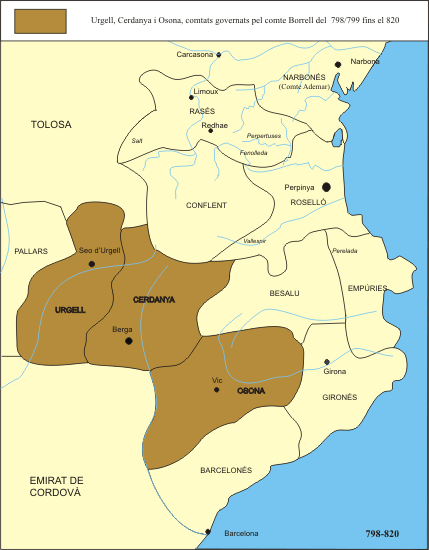
Dominis de Borrell II

A partir de la mort del rei franc Lluís el Tartamut (879), el poder dels reis francs va arribar a una situació de crisi terminal, fins a acabar desapareixent. Per això, durant el darrer quart del segle ix, a tot arreu de l'Imperi Carolingi, els comtes deixaren de ser uns funcionaris nomenats pel rei i aconseguiren convertir els seus càrrecs en hereditaris.
En aquesta situació de descomposició del poder reial, a la mort de Guifré el Pilós (897), els seus fills passaren a governar els seus comtats: Barcelona, Girona, Osona, Besalú, Conflent, Urgell i Cerdanya, fins que acabaren repartint-se l'herència. En aquest repartiment, el Comtat d'Urgell va correspondre a Sunifred II d'Urgell (897-948)

### Primera dinastia: Barcelona-Urgell
Sunifred II d'Urgell va morir el 948 sense descendència; aleshores, deixà el comtat al seu nebot Borrell II, comte de Barcelona, Girona i Osona. Ara bé, en el seu testament, Borrell II, mort el 992, va dividir l'herència entre els seus dos fills: Barcelona, Girona i Osona foren per a Ramon Borrell (992-1017), mentre que Urgell fou per a Ermengol I (992-1010) i aquest títol se separà de la línia principal del Casal de Barcelona. Amb Ermengol I, s'originà la primera dinastia d'Urgell, que regí el comtat des de finals del segle x fins a principis del segle xiii. Originalment, el Comtat d'Urgell corresponia, més o menys, amb l'actual comarca de l'Alt Urgell. Ara bé, a partir del segle xi, arran del declivi del poder d'al-Àndalus motivat per la disgregació del califat de Còrdova en regnes de taifes, començà l'expansió territorial del Comtat d'Urgell per terres fins aleshores dominades pels àrabs: poc després de l'any 1000, fou conquerida la regió de Ponts, igual com també van ser-ho les valls de Meià (1018-1020), Guissona (1020-1024), la vall d'Artesa de Segre va ser annexionada durant els anys 1024-1026, Àger (1034-1048), de Santa Linya (1036), Cubells i Camarasa (1050) i Agramunt (1070). La conquesta de la serra d'Almenara (1078) permeté incorporar al comtat els actuals Urgell Mitjà i Baix Urgell fins a Barbens i Linyola. El 1105, fou conquerida Balaguer, que acabaria esdevenint la capital del comtat. El 1130 van ser conquerits els castells de Castelló de Farfanya i Algerri. El 1149 el comte Ermengol VI d'Urgell va participar en la conquesta de Lleida junt amb el comte Ramon Berenguer IV de Barcelona i a partir d'aquí els comtes d'Urgell tindran la ciutat en feu fins al 1231, any en què Aurembiaix d'Urgell, última comtessa d'Urgell, hi va renunciar a favor de Barcelona.
És de destacar també que l'any 1096 Guillem III d'Urgell, fill d'Ermengol IV, va heretar de la seva mare Adelaida I de Forcalquer el comtat de Forcalquier.
Els comtes de la primera dinastia d'Urgell foren:
- Ermengol I (992-1010), fill de Borrell II de Barcelona
- Ermengol II (1010-1038)
- Ermengol III (1038-1065)
- Ermengol IV (1065-1092)
- Ermengol V (1092-1102)
- Ermengol VI (1102-1154)
- Ermengol VII (1154-1184)
- Ermengol VIII (1184-1209)
- Aurembiaix (1209-1231)

### Segona dinastia: Cabrera-Urgell

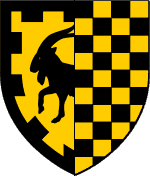
Escut d'armes dels Cabrera-Urgell

La mort sense descendència de la comtessa Aurembiaix (1231) va significar l'extinció de la primera dinastia d'Urgell. Aleshores, començà un període de guerres i disputes entre els reis, que volien incorporar el comtat a la Corona, i la casa de Cabrera, hereva del comtat pel seu parentiu amb la primera dinastia. El 1236, pel conveni de Tàrrega, Jaume I reconegué la possessió del Comtat d'Urgell a Ponç IV de Cabrera; posteriorment, la qüestió del domini d'Urgell provocà dues revoltes nobiliàries durant el regnat de Pere el Gran (1285-1291), que el rei aconseguí dominar.
Els comtes de la segona dinastia d'Urgell foren:
- Ponç I d'Urgell (1236-1243) (Ponç IV de Cabrera)
- Ermengol IX (1243)
- Àlvar I (1243-1267)
- Ermengol X (1267-1314)

### Tercera dinastia: Aragó-Urgell

Armes de la tercera dinastia: partit, el primer d'or i dos pals de gules, el segon escacat d'or i sable

Ermengol X d'Urgell nomenà hereva universal la seva neboda Teresa d'Entença, casada amb l'infant Alfons el Benigne, fill de Jaume II el Just. Posteriorment, el primogènit, Jaume, renuncià a la Corona, els drets de la qual passaren al seu germà Alfons el Benigne, esdevingut rei a la mort del seu pare Jaume II (1327). El rei Alfons el Benigne (1327-1336) separà el comtat d'Urgell de l'herència del seu primogènit, l'infant Pere el Cerimoniós i el concedí al seu fill segon Jaume I d'Urgell.
Els comtes de la tercera dinastia d'Urgell foren:
- Jaume d'Aragó i d'Entença (Jaume I d'Urgell) (1336-1347)
- Pere d'Aragó i de Comenge (Pere II d'Urgell) (1347-1408)
- Jaume d'Aragó i Montferrat (Jaume II d'Urgell "el Dissortat") (1408-1413)

A la mort sense descendència del rei Martí l'Humà (1410), el comte Jaume II d'Urgell, besnét d'Alfons el Benigne, fou un dels aspirants a la Corona. Ara bé, el 1412 al Compromís de Casp, es proclamà rei de la Corona d'Aragó i Catalunya el príncep castellà Ferran d'Antequera (Ferran I 1412-1416), qui, per línia materna, era net de Pere el Cerimoniós i nebot de Martí l'Humà. El 1413, Jaume d'Urgell es rebel·là contra Ferran d'Antequera; dominada la revolta del comte Jaume d'Urgell, el rei desposseí Jaume de tots els seus dominis, i el condemnà a presó perpètua. Aleshores, el Comtat d'Urgell s'incorporà als dominis de la Corona catalanoaragonesa.